# The Saints
The Saints är en rockgrupp som bildades i Brisbane i Australien 1973.
Originalmedlemmar var Chris Bailey, sång, Ed Kuepper, gitarr, Ivor Hay på trummor och Kym Bradshaw på bas.
Bandet slog igenom i Storbritannien i slutet av sjuttiotalet med albumet (I'm) Stranded och släppte där snart sitt andra album, Eternally Yours. Alisdair (Algy) Ward (numer Tank) ersatte snart Bradshaw som basist och Keupper och Hay lämnade bandet redan 1979 för att åka hem till Australien. Chris Bailey stannade kvar i England och har sedan fortsatt under namnet The Saints i olika konstellationer.
Nuvarande medlemmar är Chris Bailey, sång och gitarr, Peter Wilkinson, trummor och Caspar Wijnberg, bas.

## Diskografi

### Album
- - (I'm) Stranded (1977)
  - Eternally Yours (1978)
  - Prehistoric Sounds (1979)
  - Paralytic tonight Dublin tomorrow (1980)
  - The Monkey Puzzle (1981)
  - Out in the Jungle (1982)
  - A little Madness to be Free (1984)
  - All Fools Day (1986)
  - Prodigal Son (1988)
  - Permanent Revolution (1990)
  - Hymns of Oblivion
  - Songs of Salvation
  - Prehistoric Songs
  - The New Rose Years
  - Live in a Mud Hut
  - Howling (1996)
  - Everybody Knows the Monkey (1998)
  - The Best of The Saints
  - Wild About You (2000)
  - 7799 Big hits on the underground (2000)
  - Spit the blues out (2001)
  - Nothing is straight in my house (2005)
  - Imperious Delirium (2006)

### Bandmedlemmar genom tiderna
- - Bailey, Chris (v,g,org.etc) 1976-idag
  - Balmanno, Doug (b)
  - Bayliss, Michael (b) 1996-2001
  - Birmingham, Mark (d) 1980-1981
  - Bjerregard, Marty (d) 1996-1999
  - Bradshaw, Kym (b) 1976-1977 The Small Hours (UK)
  - Burgman, Richard (g) 1985 Shy Imposters, The Sunnyboys, Coupe de Ville, Shots in the Dark, James Griffin and The Subterraneans, The Joeys, Weddings,Parties,Anything, Da Brudders
  - Burnham, Chris (g) 1982,1989 Moby Dick, Supernaut, Nauts, This Condition, This is This, Stupidity
  - Callaway, Cub (g) 1979-1981 Teddies, X Men, The New Christs, Coupe De Ville
  - Chiofalo, Joe (k) 1987-1991
  - Cuffe, Laurie (g) 1982-1983 Cuban Heels (UK)
  - Elliott, Louise (sax) 1985 The Layabouts, Jay and The Cockroaches, Laughing Clowns, Tap Dance, James Griffin and The Subterraneans, Kings Of The World
  - Erez, Dror (k) 1991 Identities, Chris Bailey Combo, The Drawcards, Rose Amongst Thorns, Sherine, Crown Of Thorns, Blackmale, Vika Bull Band
  - Faulkner, Andy (g) 1996-2000
  - Francis, Barry aka Barrington (g) 1979 and on & off through the 80's
  - Hall, Janine (b) 1980-1982, Young Charlatans, The Teddies, Skolars, Wolfgang, James Griffin and The Subterraneans, Weddings, Parties, Anything, Kings Of The World, The Lost Weekend, Red Dress
  - Hay, Ivor (d,k,b,org) 1976-1978,1981,1985-1987 The Hitmen, Angie Pepper Group, Wildlife Documentaries, Chris Boy King and The Kamloops Swing
  - Jones, Peter (d) 1991 Crowded House
  - Jörnvill, Andreas (d) 1996
  - Kuepper, Ed (g) 1976-1979 Laughing Clowns, The Yard goes on Forever, Oxley Creek Playboys, The Aints
  - LaRizza, Arturo (b) 1986-1989 The Distressed Innocents, The Noise, Innocents, Midnight Specials, The Shivers, Love and Squalor, Chris Bailey and The General Dog, Chuck Skatt and his Icecream Hands
  - Mack, Jane (b)2008 - current, Pony Pack
  - Mysterio, Laurie?? (d) pre recording
  - Nyström, Eddie (g) 1987, 2002 Chris Bailey, Willie Nile, Eric Bazilian, Electric Baby Moses
  - Pew, Tracey (b) 1984 The Boys Next Door, The Birthday Party,
  - Shedden, Iain (d) 1982,1984-1985,1988-1990 The Small Hours (UK), Chris Bailey and The General Dog, The Jolt
  - Täck, Joakim (b) 1996
  - Walsh, Ian (g) 1996
  - Ward, Alistair (b) 1977-1978 The Damned (UK), Tank (UK)
  - Wegener, Jeffrey (d) 1976 Streetlife, Last Words, Out Of Nowhere, Laughing Clowns, The Young Charlatans, Immortal Souls
  - Wieslander, Måns (g) 1996
  - Wilkinson, Peter (d) 1999 to present
  - Wijnberg, Caspar (b) 2001 to present
  - Willson-Piper, Marty (g) 2005-2006 The Church